# Carl Duisberg Centren
Die Carl Duisberg Centren gGmbH ist ein 1962 gegründetes Dienstleistungsunternehmen in der Rechtsform einer Gemeinnützigen GmbH. Sie bietet Wirtschaftsunternehmen, öffentlichen Institutionen und Privatpersonen internationale Aus- und Weiterbildung an; ihr Motto ist „Bildung ohne Grenzen“.
Es gibt in Deutschland Carl Duisberg Centren in Köln (Hauptsitz), Berlin, Hannover, München, Saarbrücken, Radolfzell am Bodensee und im Rhein-Main-Gebiet.
Mit Büros und Trainingszentren in der Volksrepublik China, Indonesien, der Türkei, Malaysia, Russland und der Ukraine sowie weiteren Repräsentanzen und Kooperationspartnern aus Bildung und Wissenschaft sind die Carl Duisberg Centren international vertreten.
Beschäftigt werden ca. 190 fest angestellte Mitarbeiter im In- und Ausland sowie eine Vielzahl von freiberuflichen Trainern, Experten und Zivildienstleistenden. Vor allem im Bereich der Sprachbildung werden häufig Schüleraustauschprogramme organisiert.

## Geschichte
1962 wurde die gemeinnützige Carl Duisberg-Wohnheim Gesellschaft mbH in Köln als Tochter der Carl-Duisberg-Gesellschaft e.V. (heute GIZ) gegründet, um Wohnheime für die ausländischen Stipendiaten der CDG zu schaffen und zu betreiben. Namensgeber war der Unternehmer und Präsident des Reichsverbands der Deutschen Industrie Carl Duisberg (1861–1935). Bald folgten Wohnheime in Dortmund, München und Saarbrücken.
Seit 1965 bietet die Gesellschaft auch Deutschkurse für die Stipendiaten an und änderte ihren Namen in „Carl Duisberg Centren gemeinnützige GmbH (CDC)“. 1973 gab die Carl-Duisberg-Gesellschaft e. V. die Anteilsmehrheit an den Carl Duisberg Centren an den neu gegründeten „Carl Duisberg Förderkreis e. V.“ ab. Seit 2003 gehören die Gesellschaftsanteile der gemeinnützigen Carl-Duisberg-Stiftung für internationale Bildung und Zusammenarbeit.
In den 1970er Jahren öffneten die Carl Duisberg Centren ihre Angebote auch für andere Institutionen, sie übernahmen die GEPRA (Gesellschaft für praktisches Auslandswissen) und erweiterten ihr Programm auf Sprachkurse in Fremdsprachen im In- und Ausland. Erstmals wurden auch Kurse zur Vorbereitung von Führungskräften auf Auslandsaufenthalte und in interkultureller Zusammenarbeit angeboten. Die CDC begannen große Projekte in Zusammenarbeit mit der deutschen Industrie und der Bundesregierung im Iran und in der VR China.
In den 1980er Jahren eröffneten die CDC ihre erste feste Auslandsvertretung in Jakarta, Indonesien. Sie führten in Zusammenarbeit mit dem Goetheinstitut und dem Deutschen Industrie- und Handelskammertag das Diplom „Wirtschaftsdeutsch“ ein und bieten es weltweit an.
Die 1990er Jahre sahen die Eröffnung von Niederlassungen in Malaysia, Russland und der VR China. Seit 1998 organisieren die CDC für deutsche Jugendliche Sprachreisen und High-School-Programme weltweit und bieten Studienreisen für Führungskräfte der Wirtschaft an.
2002 übernahm die neu gegründete „Carl-Duisberg-Stiftung für internationale Bildung und Zusammenarbeit“ die Anteile an der Carl Duisberg Centren gGmbH. 2007 gründeten die CDC die Tochtergesellschaft Carl Duisberg Training Center Beijing. Ein Jahr später wurde das Carl Duisberg Centrum Rhein-Main gegründet. 2011 eröffnete Carl Duisberg Türkiye in Istanbul.
2009 wurden die Duisberg Centren in Köln für ihr Engagement im Bereich Bildung in dem Wettbewerb Deutschland – Land der Ideen ausgezeichnet.

## Weblink
- Website der Carl Duisberg Centren